# Collegium Pazmanianum
 (mai 2024).
Le Collegium Pazmanianum, ou Pazmaneum en abrégé, est une maison de séminaire, d'étude et d'hébergement de l'archidiocèse d'Esztergom-Budapest situé dans le quartier Alsergrund à Vienne, dans la rue Boltzmanngasse. Il porte le nom de Péter Pázmány, archevêque de Gran, qui le fonda et le dota en 1623. L'archevêque Péter Erdő l'a décrit en 2003 comme « l'ambassade à Vienne de l'archidiocèse d'Esztergom-Budapest et de l'Église hongroise ».

## Histoire

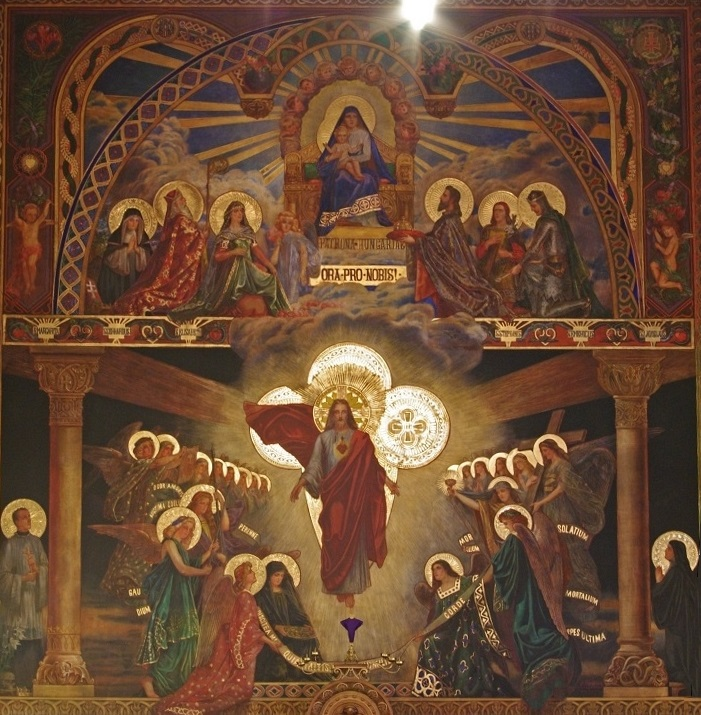
Chapelle du Pazmaneum, fresque murale de l'autel : Cœur de Jésus, Patrona Hungariae, saints hongrois

Péter Pázmány a fondé le séminaire hongrois à Vienne afin de renouveler la vie catholique dans la partie hongroise de l'empire des Habsbourg dans le contexte de la Contre-Réforme et des guerres turques. Dès 1618, il acheta à cet effet le Palais Kollonitsch dans l'Annagasse. Mais ce n'est qu'après la première phase de la guerre de Trente Ans (Paix de Nikolsbourg) que l'institution fut ouverte sous la direction des Jésuites en 1623/1624, avec initialement 16 séminaristes. Dès 1625, la maison s'est avérée trop petite et a été échangée contre un bâtiment sur le Fleischmarkt. Après la paix de Westphalie, la maison voisine, déjà acquise, devient le 15 de la  Schönlaterngasse avec l'ancienne maison et forme le nouveau bâtiment du séminaire en 1670.
Dans la seconde moitié du XVIIIe siècle, le Pazmaneum fut touché par les conflits autour de l'ordre des Jésuites et du Joséphisme. Il fut temporairement fermé ou déplacé jusqu'à ce que François Ier d'Autriche le rouvre à son ancien emplacement en 1804.
Le bâtiment actuel du collège a été construit de 1899 à 1900. Les coûts ont été largement couverts par les dons de la Hongrie. L'architecte Győző Czigler, professeur à l'Université de Budapest, a conçu un complexe de trois ailes avec une cour intérieure aux formes néo-baroques. La chapelle, dédiée au Sacré-Cœur de Jésus, était particulièrement richement décorée. Sa façade du côté est de l'aile sur rue est conçue en style néo-roman. Le 25 août 1900, la clé de voûte du bâtiment fut posée et la maison fut bénie par Károly Hornig (1840-1917), évêque de Veszprém. La maison a été inaugurée le 8 novembre 1900.
Le séminaire se trouve dans une situation difficile avec la fin de la monarchie des Habsbourg en 1918. Les séminaristes hongrois étaient désormais des étrangers. Le bâtiment du collège a survécu à la Seconde Guerre mondiale et à l’occupation presque intact. En réponse à la politique stalinienne de l'Église en Hongrie, le Saint-Siège plaça le Pazmaneum sous le contrôle de l'archevêque de Vienne en 1953. Il fut utilisé pour la formation sacerdotale jusqu'en 1963. À ce moment-là, un total de 9 000 candidats à la prêtrise avaient été préparés à l’ordination dans cet établissement.
De 1971 à 1975, le cardinal József Mindszenty (1892-1975) passa ses dernières années de vie et d'exil au Pazmaneum.
Depuis le 29 décembre 2001, le Pazmaneum est à nouveau sous la juridiction de l'archevêque d'Esztergom-Budapest. Il sert de bureau et de maison d'hôtes pour la formation et les réunions théologiques.